# Rashad Baker
Rashad Steward Baker (Camden, 22 febbraio 1982) è un giocatore di football americano statunitense.

## Nella NFL
Non è stato scelto al draft, ma poi è stato preso dai Buffalo Bills. Nella stagione 2004 ha giocato 14 partite di cui 3 da titolare facendo 22 tackle, di cui 13 da solo, una deviazione difensiva e un intercetto di 26 yard.
Nella stagione 2005 ha giocato 14 partite facendo 18 tackle di cui 13 da solo, un sack, una deviazione difensiva e un intercetto per 18 yard.
Nella stagione 2006 è passato ai Minnesota Vikings, dove ha giocato una sola partita. Poi è passato ai New England Patriots con i quali ha giocato 5 partite facendo 2 tackle di cui uno da solo.
Nella stagione 2007 ha giocato 8 partite facendo 12 tackle di cui 9 da solo, poi è passato agli Oakland Raiders, senza giocare nessun'altra partita.
Nella stagione 2008 è diventato la seconda strong safety della squadra, ha giocato 10 partite di cui una da titolare, facendo 24 tackle di cui 21 da solo, 4 deviazioni difensive e 3 intercetti per 8 yard in totale.
L'11 marzo 2009, dopo esser stato sul mercato dei free agent, ha firmato un anno di contratto con i Philadelphia Eagles, per poi essere svincolato il 18 agosto. Il giorno successivo ha nuovamente firmato con i Raiders che l'hanno tuttavia lasciato libero il 5 settembre.